# قطعنامه ۸۰۳ شورای امنیت
قطعنامه ۸۰۳ شورای امنیت سازمان ملل متحد که در تاریخ ۲۸ ژانویه ۱۹۹۳ تصویب شد، سندی بین‌المللی دربارهٔ اسرائیل-لبنان است. این قطعنامه طی نشست ۳۱۶۷ام با ۱۵ رای موافق، ۰ مخالف و ۰ ممتنع تصویب شد.